# 블레이크 쉴즈
블레이크 실즈(Blake Shields, 1972년 12월 27일 ~ )는 미국의 배우이다.
이사카에서 태어났다.

## 출연 작품

### 영화
- 보이즈 앤 걸즈 (2000, Boys and Girls)
- 뉴 포트 사우스 (2001)
- Going Down (2003)
- The Hollow (2004)

### 텔레비전
- 카니발 (2003-05)
- CSI: 과학수사대 (2003, 2009)
- Sleeper Cell (2005)
- 히어로즈 (2006-08)
- 카트리나 빌 (2007-08, K-Ville)